# 船津駅 (三重県紀北町)
船津駅（ふなつえき）は、三重県北牟婁郡紀北町上里にある、東海旅客鉄道（JR東海）紀勢本線の駅である。

## 歴史
- 1934年（昭和9年）12月19日：鉄道省紀勢東線（現・紀勢本線）三野瀬駅 - 尾鷲駅間延伸時に開設[1][2]。
- 1941年（昭和16年）：大杉谷森林鉄道が当駅隣の船津貯木場まで延伸。
- 1958年（昭和33年）：大杉谷森林鉄道が区間廃止。接続しなくなる。
- 1959年（昭和34年）7月15日：線路名称改定。紀勢東線が紀勢本線へ編入、同線の駅となる[1]。
- 1972年（昭和47年）10月15日：貨物取扱廃止[2]。
- 1983年（昭和58年）12月21日：簡易委託駅化[3]、荷物扱い廃止[2]。
- 1987年（昭和62年）4月1日：国鉄分割民営化に伴い、JR東海の駅となる[1][2]。
- 2005年（平成17年）3月31日：簡易委託解除、完全無人駅化。

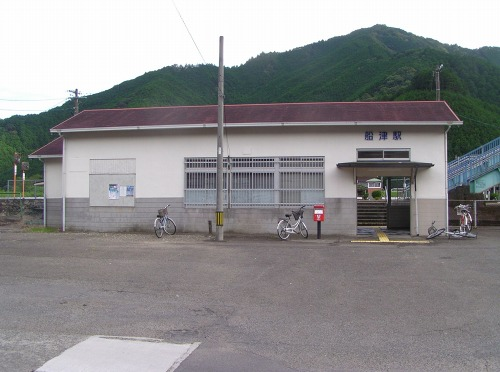
旧駅舎（2007年8月）

## 駅構造
相対式ホーム2面2線を有する列車交換可能な地上駅。駅舎側1番線が本線となる1線スルー構造であり、通常は上下列車共に1番線へ発着する。両ホームは跨線橋で連絡している。
尾鷲駅管理の無人駅。2005年（平成17年）3月までは駅前の商店で乗車券を販売する簡易委託駅であった。

### のりば
| 番線 | 路線      | 方向 | 行先             |
| ---- | --------- | ---- | ---------------- |
| 1・2 | ■紀勢本線 | 上り | 松阪・名古屋方面 |
| 1・2 | ■紀勢本線 | 下り | 尾鷲・新宮方面   |

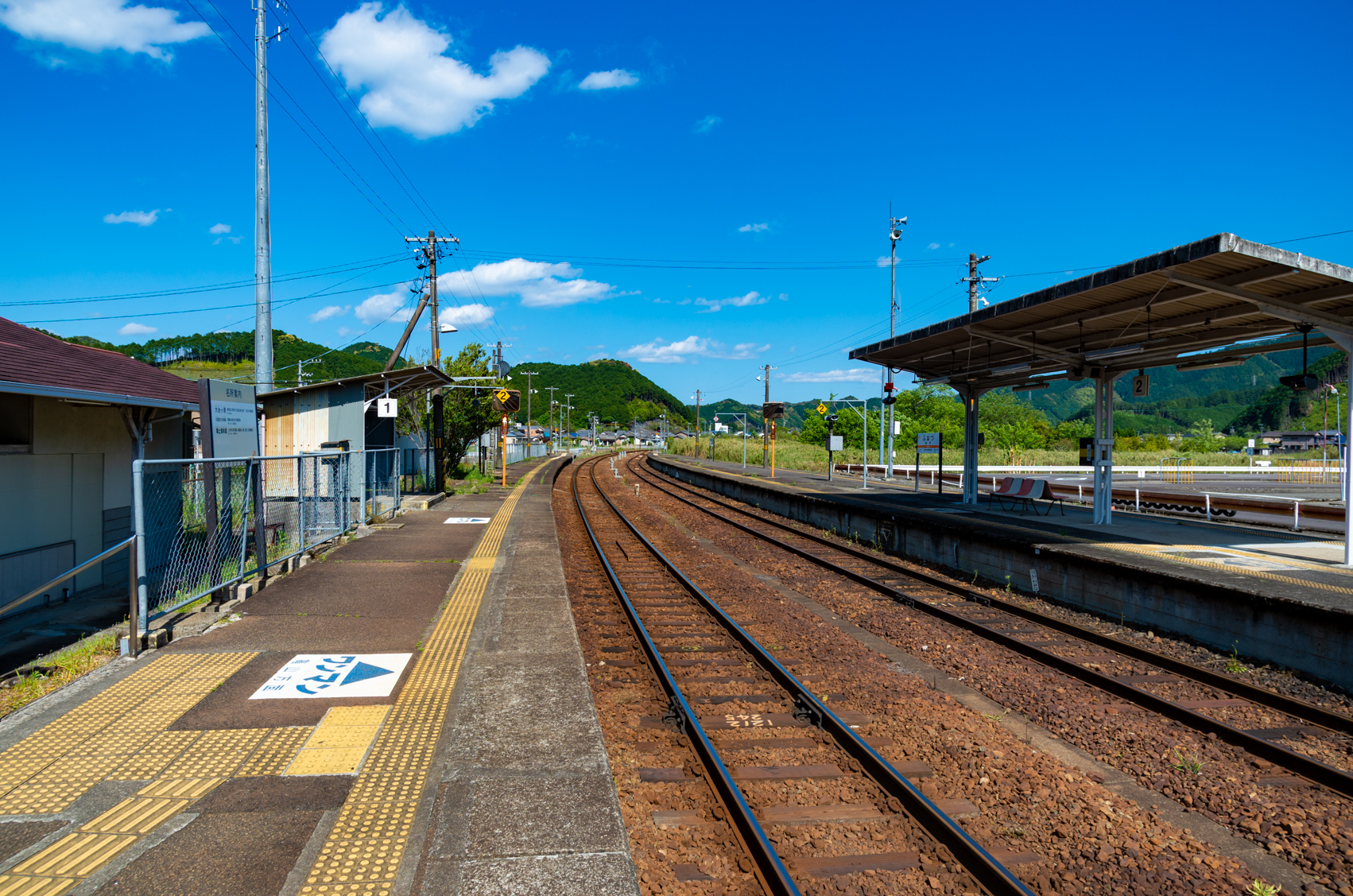
ホーム（2013年5月）

## 利用状況
「三重県統計書」によると、近年の1日平均乗車人員の推移は以下の通り。
| 年度   | 1日平均 乗車人員 |
| ------ | ---------------- |
| 1998年 | 100              |
| 1999年 | 94               |
| 2000年 | 101              |
| 2001年 | 113              |
| 2002年 | 116              |
| 2003年 | 105              |
| 2004年 | 108              |
| 2005年 | 98               |
| 2006年 | 89               |
| 2007年 | 85               |
| 2008年 | 77               |
| 2009年 | 74               |
| 2010年 | 73               |
| 2011年 | 74               |
| 2012年 | 75               |
| 2013年 | 77               |
| 2014年 | 80               |
| 2015年 | 80               |
| 2016年 | 71               |
| 2017年 | 71               |
| 2018年 | 70               |
| 2019年 | 68               |

## 駅周辺
- 紀北町立三船中学校
- 紀北自動車学校：駅裏側
- 海山郷土資料館
- 紀北町役場船津出張所
- 船津郵便局
- 熊野古道伊勢路
- 三重交通 船津駅前バス停

## 隣の駅
東海旅客鉄道（JR東海）
■紀勢本線
三野瀬駅 - 船津駅 - 相賀駅